# 沈麟祥
沈麟祥（？—1618年），字振甫，號仁菴，南直隶蘇州府吴縣人。明朝政治人物、進士出身。壬戌（官年）九月十一日生。

## 生平
万历十年（1582年）壬午科應天鄉試舉人，萬曆十七年（1589年）己丑科進士，工部觀政，六月授江西金溪县知縣，二十一年丁憂。二十三年補新建知縣，二十五年升刑部主事，二十七年調兵部武选司主事，二十八年庚子典試廣東，三十一年升员外郎，三十二年升郎中，三十四年七月升浙江右参政，三十六年升福建按察使，三十八年正月考察降调，四十二年降廣東副使，四十六年卒。

## 家族
曾祖沈宗緒。祖父沈忠。父沈鳳璋。